# André Pascal
André Pascal (pseudonimo di André Pascal Nicolas di Fusco; Marsiglia, 15 aprile 1932 – Montpellier, 26 aprile 2001) è stato un compositore francese.

## Biografia
Da adolescente conosce già la poesia francese da François Villon a Alfred de Vigny, è in grado di esprimersi in versi alessandrini e si dedica alla scrittura. Qualche anno dopo, fa degli adattamenti di canzoni famose per gli amici ristoratori che diffondono musica nei loro locali. È qui che, nel 1957, incontra Charles Aznavour che gli suggerisce di trasferirsi a Parigi. Scrive le sue prime canzoni con Paul Mauriat. Nel 1958, sono insigniti del Coq d'Or (Gallo d'Oro) della canzone francese per Rendez-vous au Lavandou che incidono Dalida, Henri Salvador e molti altri.
Nel 1960 si ripresenta a questo concorso con Dans un million d'années. Seguono numerosi successi per gli yéyé: Laissez nous twister per les Chats Sauvages, Daniéla (il loro più grande successo) per Les Chaussettes Noires, ma anche Oh Mary Lou e Je per Danyel Gérard. Nel 1964 è autore con Raymond Lefebre e Paul Mauriat della canzone per il film Le Gendarme de Saint-Tropez, Dou-liou dou-liou St-Tropez. Nel 1966 scrive Ticket de quai per Annie Philippe.
Tra il 1967 e il 1972, scrive una trentina di canzoni, Mon Credo (1 335 000 dischi venduti), Viens dans ma rue, La première étoile, La vieille barque, Géant ecc., per Mireille Mathieu. Del 1971 è Soleil lèves toi di nuovo con Paul Mauriat per Caterina Valente: canzone che denuncia le pene e i pericoli del razzismo. Contemporaneamente, firma per Rika Zaraï, Michèle Torr, Romuald, John William, Nana Mouskouri, Lucky Blondo e altri. Nel 1969, scrive Catherine per Romuald che la presenta all'Eurovision Song Contest.
Nel 1975 vince la Rose d'Or (Rosa d'Oro) di Antibes con Toi ma Princesse en blue jean, interpretata da William Sailly di cui è l'editore e il direttore artistico, Pierre Bellemare ne è il produttore e Gérard Gustin il compositore. Nel 1976, Nicoletta registra la sua Glory Alleluia, di cui è l'autore e arrangiatore, più tardi ripresa da Céline Dion. Nel 1979 Danyel Gérard registra Marylou con la quale ottiene un Disque d'or come autore. Nel 1981 ritorna a vivere nel sud della Francia stanco dell'ambiente dello show-business, seguitando tuttavia a scrivere. Muore nel 2001 dopo lunga malattia. Le sue ceneri sono state sparse in mare nei pressi di Sète dove si era ritirato.